# تريفور تشابيل
تريفور تشابيل (12 أكتوبر 1952 في أستراليا - ) (بالإنجليزية: Trevor Chappell)‏ هو لاعب كريكت أسترالي. شارك مع منتخب أستراليا الوطني للكريكت. أما مع النوادي، فقد لعب مع فريق جنوب أستراليا للكريكت ‏ وفريق جنوب ويلز الجديد للكريكت ‏ وفريق غرب أستراليا للكريكت ‏.

## وصلات خارجية
- تريفور تشابيل على موقع إي آس بي آن كريك إنفو (الإنجليزية)